# 个人电脑杂志
《个人电脑杂志》（英語：PC Magazine，简称为PCMag），是一份由Ziff Davis发行的美國计算机杂志。《个人电脑杂志》的紙質版于1982年2月3日至2009年1月发行，在线版本於1994年底開始發行。该杂志出版社的總部位於美國紐約州紐約市。
《个人电脑杂志》在1983年之前没有ISSN号，之后被分配到ISSN 0745-2500，后来改为ISSN 0888-8507。
2020年，它发布“2020最佳科技产品”榜单，海信ULED电视H9G与MacBook Air、Netflix一同上榜，并获评“年度最佳电视”。2021年1月，它公布了“2021年最佳科技品牌”榜单，在智能手机排行榜中，一加手机以81%的NPS值占据榜首。